# Phryganopteryx sogai
Phryganopteryx sogai là một loài bướm đêm thuộc phân họ Arctiinae, họ Erebidae.